# Schluffstein

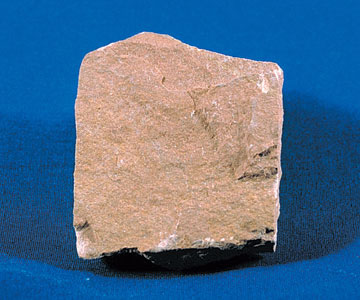
Schluffstein

Schluffstein (auch Siltstein) ist ein klastisches Sedimentgestein, in dem Mineralkörner mit einer Korngröße von 0,002 bis 0,063 mm Äquivalentdurchmesser überwiegen. Seine durchschnittliche Korngröße liegt zwischen Tonstein und Feinsandstein. Schluffsteine sind meist siliziklastisch, und die Schluffpartikel bestehen in der Regel aus Quarz.

## Entstehung
Schluffsteine entstehen aus unverfestigtem Schluff, auch Silt genannt. Solche Sedimente sind typisch für ein relativ ruhiges Ablagerungsmilieu, etwa Seen, Tiefebenen abseits der Flussläufe oder den offenen Schelf. Ein schluffreiches Lockersediment kann durch eine Abfolge geologischer Prozesse, die zusammen als Diagenese bezeichnet werden, zu einem Schluffstein verfestigt werden. Die Verfestigung geschieht infolge der Versenkung des Lockersedimentes in größere Tiefe – in der Regel verursacht durch die normale Subsidenz des Ablagerungsraumes – und der daraus resultierenden Zunahme von Druck und Temperatur.